# Memecylon tsaratananense
Memecylon tsaratananense là một loài thực vật có hoa trong họ Mua. Loài này được (H. Perrier) Jacq.-Fél. mô tả khoa học đầu tiên năm 1985.